# Calouros do Ar Futebol Clube
El Calouros do Ar Futebol Clube és un club de futbol brasiler de la ciutat de Fortaleza a l'estat de Ceará.

## Història
El club fou fundat l'1 de gener de 1952. El seu major èxit fou la victòria al Campionat cearense l'any 1955. A nivell nacional, va competir al Campeonato Brasileiro Série B el 1972.

## Palmarès
- Campionat cearense: 
  - 1955

## Estadi
Calouros do Ar Futebol Clube disputa els seus partits a l'Estadi Brigadeiro Médico José da Silva Porto. Té una capacitat per a 3.000 espectadors.